# Hendrik Nienhuis
Hendrik Nienhuis (Ten Boer, 12 februari 1790 – Groningen, 28 november 1862) was een Gronings rechtsgeleerde en lid van de Dubbele Tweede Kamer die op belangrijke onderdelen tegen de liberale grondwetsherziening stemde. Nienhuis was een actief vrijmetselaar.

## Loopbaan
Na een studie Romeins en hedendaags recht, die eindigde in een promotie bij A.J. Duymaer van Twist, werd Nienhuis advocaat te Groningen en vervulde de functie van tijdelijk griffier Vredegerecht aan het kanton Leek. Daarna werd hij procureur bij de rechtbank van eerste aanleg te Groningen, om daarna hoogleraar hedendaags en burgerlijk recht te worden aan de Hogeschool te Groningen. Van de Hogeschool te Groningen werd hij tweemaal rector magnificus. Van 18 september 1848 tot 7 oktober 1848 was Nienhuis buitengewoon lid Tweede Kamer der Staten-Generaal voor de provincie Groningen. Nienhuis was als conservatief voor een sterk koningschap en een tegenstander van te grote volksinvloed.

## Maatschappelijke betrokkenheid
Hendrik Nienhuis was lid van het Genootschap Pro Excolendo Jure Patrio te Groningen, lid van het Utrechtsch Genootschap van Kunsten en Wetenschappen, lid van de Maatschappij der Nederlandsche Letterkunde te Leiden, en lid van de Orde der Vrijmetselaars onder het Grootoosten der Nederlanden. Als vrijmetselaar was Nienhuis de langstzittende voorzittend meester ooit van de loge L'Union Provinciale, een uit 1772 stammende vrijmetselaarsloge. Ook was hij lid van het college van groot-dignitarissen van de Orde der Vrijmetselaren onder het Grootoosten der Nederlanden.

## Ridderorden
Nienhuis werd in 1841 Ridder in de Orde van de Nederlandse Leeuw.